# Magazynowanie energii

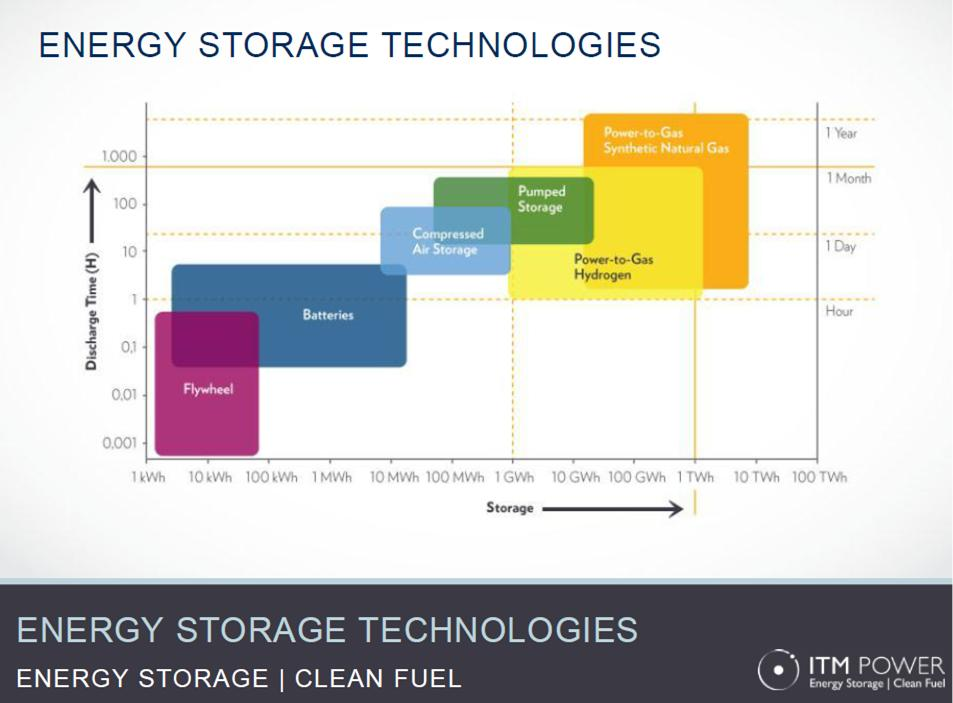
Zamiana energii na gaz jest najwydajniejszym sposobem długoterminowego przechowywania energii

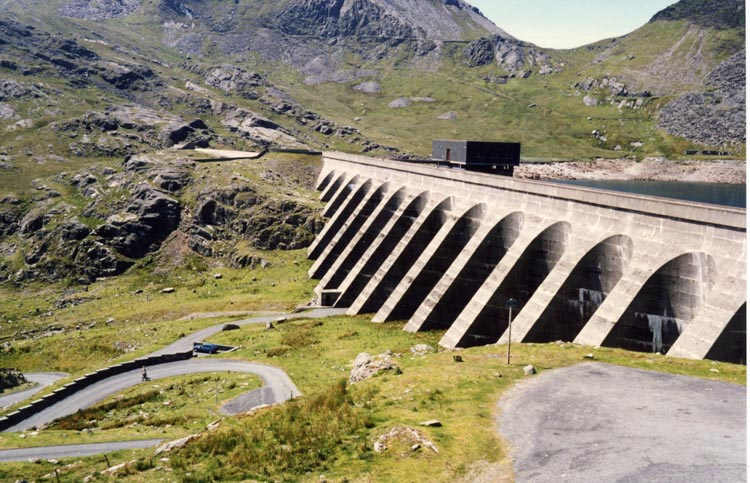
Zbiornik Llyn Stwlan i tama Ffestiniog Power Station w północnej Walii. Jest wyposażona w cztery turbiny wodne które generują do 360 MW prądu elektrycznego – przykład wzajemnej konwersji energii elektrycznej i grawitacyjnej

Magazynowanie energii, przechowywanie energii – proces odbywający się za pomocą urządzeń lub fizycznych nośników, które magazynują energię, by móc ją później efektywnie wykorzystać. Urządzenie przechowujące energię zwane jest akumulatorem.
Energię dzielimy na energię potencjalną (na przykład energię chemiczną, grawitacyjną, elektryczną, termiczną) i  kinetyczną. Każdą z nich możemy wykorzystać do przechowania energii, lecz różnią się one wydajnością i maksymalnym czasem przechowywania. Nakręcane zegarki przechowują energię potencjalną (w tym przypadku mechaniczną) w napięciu sprężyny, baterie przechowują energię chemiczną do zasilania np. telefonów, a a elektrownie szczytowo-pompowe, jak na przykład elektrownia Żarnowiec, magazynują ją w wyżej położonych zbiornikach wodnych jako energię potencjalną grawitacji. Magazyny energii termicznej zamieniają nocami energię elektryczną na lód, by zaspokoić dzienne zapotrzebowanie na chłód. Paliwa kopalne takie jak ropa czy węgiel magazynują prehistoryczną energię słoneczną, która została pochłonięta przez żywe organizmy, których szczątki przekształciły się pod wpływem czasu, temperatury i ciśnienia w te paliwa. Nawet jedzenie przechowuje energię chemiczną pod postacią węglowodanów, tłuszczów czy białek.

## Historia
Jako działanie celowe, przechowywanie energii miało swój początek w prehistorii. Przykładem jest gromadzenie przez naszych przodków na szczytach wzniesień kamieni i drewnianych bali w starożytnych fortach i wykorzystywanie zgromadzonej w nich energii potencjalnej przez staczanie ich pod nogi szarżujących napastników.
Bardziej współczesnym zastosowaniem jest kontrola strug wodnych zasilających młyny wodne, które przetwarzały zboża bądź zasilały urządzenia mechaniczne. Tworzono rozległe systemy zbiorników wodnych, by przechowywać i uwalniać wodę (i uwięzioną w niej energię potencjalną grawitacji) w miarę potrzeby.

## Systemy przechowywania energii
Przechowywanie energii pomaga ludziom zbilansować popyt i podaż na energię. Przechowywanie energii w dużej skali integracji pozwala producentom energii elektrycznej na przechowanie nadwyżek energii w tymczasowych akumulatorach i uwalnianie jej w okresie zwiększonego zapotrzebowania, co pomaga zbilansować popyt i podaż zarówno w dzień, jak i w nocy. Wspomagana w ten sposób elektrownia może pracować w sposób dużo bardziej wydajny. Komercyjne systemy przechowywania energii można podzielić na elektryczne, chemiczne, termiczne i mechaniczne.

### Przechowywanie elektryczności
Przechowywanie energii przyczyniło się do szybkiego rozwoju technologii. W odróżnieniu od innych popularnych źródeł energii takich jak węgiel czy drewno, elektryczność musi być wykorzystana podczas jej wytwarzania.
Wczesnym rozwiązaniem problemu przechowywania energii do użytku w urządzeniach elektronicznych był rozwój ogniw galwanicznych jako elektrochemicznego nośnika. Baterie miały ograniczone zastosowania w dużych systemach elektrycznych z powodu ich relatywnie małej pojemności i wysokich kosztów, jednakże od XXI wieku nowsze technologie znacząco podniosły wydajność baterii i uczyniły je bardziej konkurencyjnymi w porównaniu do innych nośników energii. Podobnym rozwiązaniem pomocnym w radzeniu sobie z niestabilną energią solarną czy wiatrową jest kondensator.
W niektórych rejonach świata, takich jak stany Waszyngton i Oregon, Walii i Wielkiej Brytanii, czy w Polsce wykorzystuje się naturalne ukształtowanie terenu do przechowywania dużych ilości wody we wzniesionym zbiorniku, używając nadmiarowej energii z okresów niskiego zapotrzebowania (na przykład nocy) do pompowania tam wody. Podczas zwiększonego zapotrzebowania woda jest z górnego zbiornika spuszczana i zgromadzona w niej energia napędza turbiny, co pomaga odciążyć elektrownie.

### Magazynowanie zimna i ciepła

#### Krótkoterminowe

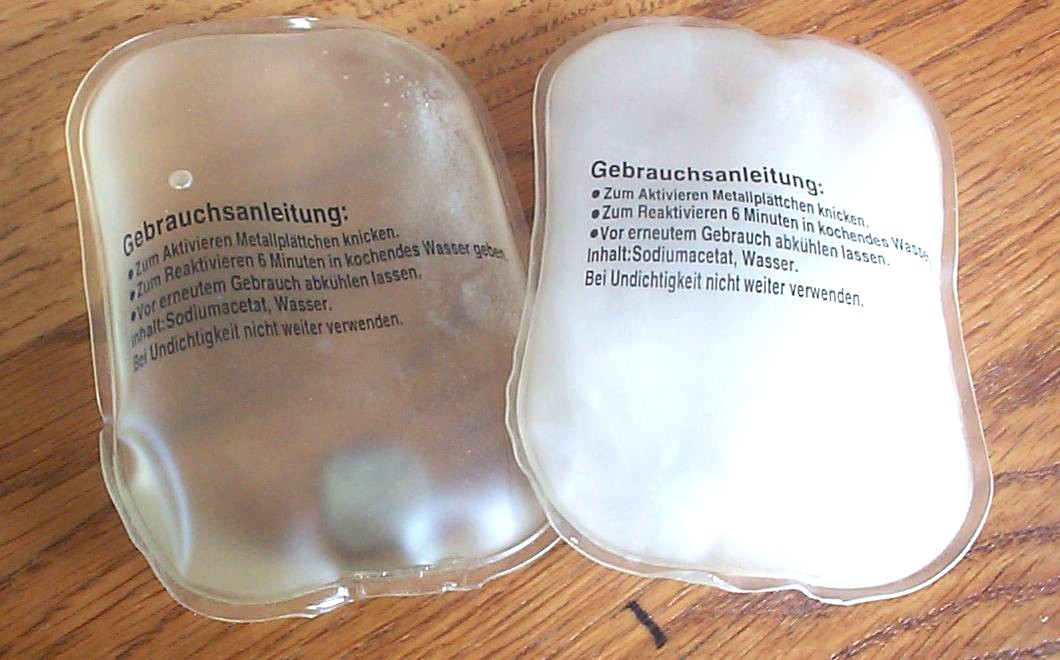
Podkładka ogrzewająca wykorzystująca octan sodu, który krystalizując się wydziela ciepło

W latach osiemdziesiątych wielu producentów inwestowało dużo pieniędzy w badania nad termicznym przechowywaniem energii (Thermal Energy Storage, TES), by zaspokoić rosnące zapotrzebowanie na klimatyzację. Do dzisiaj kilka firm produkuje systemy TES, jak na przykład Calmac. Najpopularniejszą formą termicznego przechowywania energii na potrzeby chłodzenia jest przechowywanie lodu, ponieważ jest to efektywniejsze od przechowywania wody oraz tańsze od wykorzystywania kół zamachowych czy komórek paliwowych. Ta technologia pozwoliła przesunąć zapotrzebowanie na gigawaty energii z okresów szczytowego zapotrzebowania w dzień na spokojniejsze i dużo tańsze okresy nocne. W 2009 roku ponad 3300 budynków w ponad 35 krajach było chłodzonych w ten sposób.
Energia cieplna może być również magazynowana w innych materiałach zmieniających swój stan skupienia (Phase-change materials, PCM) poza lodem. Te mogą być na przykład umieszczone w ścianach czy pod podłogą, by wyrównywać temperaturę między dniem a nocą.

#### Długoterminowe
Innym rodzajem przechowywania termicznego, wynalezionego w latach 70., jest teraz powszechnie wykorzystywane magazynowanie energii pór roku (Seasonal Thermal Energy Storage, STES). Pozwala on na przechowanie zimna bądź ciepła przez długie miesiące po zgromadzeniu energii z naturalnych źródeł, a nawet z przeciwnej pory roku. Energię magazynuje się w warstwach wodonośnych, w odwiertach geologicznych zarówno w podłożach piaskowych, jak i skalnych, dołach wypełnionych żwirem i wodą, czy zalanych kopalniach.
Jako modelowy przykład może służyć kanadyjskie Drake Landing Solar Community, znajdujące się w prowincji Alberta. 97% rocznego ciepła dostarczają tam słoneczne ogniwa termiczne umieszczone na dachach i połączone z podziemnym zbiornikiem ciepła. Projekty tego typu zwracają się po 4-6 latach od inwestycji.

### Chemiczne przechowywanie energii
Paliwa chemiczne stały się dominującą formą magazynowania energii zarówno w elektronice, jak i w logistyce. Ciekłe węglowodory są najczęściej wykorzystywanymi paliwami w logistyce, jednak w przyszłości mogą być one zastąpione przez dużo przyjaźniejsze dla środowiska nośniki energii, np. takie jak wodór. Powszechnie używane przetworzone paliwa chemiczne to: olej napędowy, benzyna, LPG, olej opałowy, koks, gaz drzewny, gaz świetlny. Wszystkie te materiały mogą łatwo być przetworzone na energię cieplną, a następnie na energię mechaniczną dzięki wykorzystaniu silników cieplnych takich jak turbiny czy silniki spalinowe lub bojlery. Silniki cieplne bardzo się między sobą różnią, poczynając od małych silniczków produkujących kilka kilowatów energii po silniki w skali przemysłowej zdolne do wytworzenia mocy nawet 800 megawatów. Ich dużym minusem jest wydzielanie zanieczyszczeń, gazów cieplarnianych.

## Rozwinięte systemy
Elektrochemiczne urządzenia zwane komórkami paliwowymi wynaleziono w podobnym czasie co baterie, w XIX wieku. Z wielu różnych powodów technologia komórek paliwowych nie rozwijała się szybko, aż do początków załogowych misji kosmicznych, takich jak misja Gemini w USA. Do zasilenia statków kosmicznych potrzeba było bardzo wydajnych, lekkich, nietermicznych źródeł energii i ogniwa paliwowe doskonale wpisywały się w te kryteria. Ich rozwój przyśpieszył w ostatnich latach. Naukowcy pracują nad zwiększeniem efektywności konwersji energii wodoru i węglowodorów w elektryczność.
Rozwijano również inne technologie, takie jak przechowywanie energii kinetycznej w kołach zamachowych, czy też w sprężonym powietrzu magazynowanym w podziemnych jaskiniach lub opuszczonych kopalniach.
Inną ciekawą metodą jest przechowywanie energii w roztworach soli. Jedną z ich wielu zalet jest bardzo wysoka temperatura wrzenia, nawet powyżej 1400 stopni Celsjusza, co czyni je idealnymi wymiennikami ciepła w elektrowniach słonecznych, czy jądrowych.
Bada się również efekt wykorzystania efektów kwantowych w mikroskali do stworzenia cyfrowych baterii kwantowych. Mimo że technologia jest jeszcze we wczesnej fazie eksperymentalnej ma teoretyczny potencjał, by drastycznie zwiększyć pojemność baterii.

## Metody przechowywania
- chemiczne
  - wodór
  - biopaliwa
  - ciekły azot
  - nadtlenek wodoru
  - nadtlenek wanadu
  - uwodnione sole
- biologiczne
  - skrobia
  - glikogen
- elektrochemiczne
  - akumulator elektryczny
  - baterie przepływowe
  - ogniwo paliwowe
- elektryczne
  - kondensator
  - superkondensator
  - magazynowania energii magnetycznej w nadprzewodnikach (MŚP)
- mechaniczny
  - magazynowanie energii sprężonego powietrza (CAES)
  - magazynowania energii koła zamachowego
  - akumulatory hydrauliczne
  - magazynowania energii potencjalnej grawitacji (np. woda w wzniesionym zbiorniku)
  - sprężyna
  - magazynowania energii potencjalnej (np. łuk)
- termiczne
  - termiczne magazynowania energii (ogólnie)
  - magazynowanie energii cieplnej pór roku
  - magazynowanie lodu
  - stopiona sól
  - ciekłe powietrze lub azot
  - staw solarny
  - zasobnik cieplny (np. gorące cegły w palenisku)
  - wieża parowa
  - eutektyk